# Johnsdorf-Brunn
Johnsdorf-Brunn is een voormalige gemeente in de Oostenrijkse deelstaat Stiermarken, die deel uitmaakte van het district Südoststeiermark.
De gemeente telde in 2013 804 inwoners en bestond uit de ortschaften Brunn en Johnsdorf, beide gelegen op de linkeroever van de Raab. In 2015 ging ze bij een herindeling, samen met Hatzendorf, Pertlstein en Hohenbrugg-Weinberg, op in de gemeente Fehring
Bad Gleichenberg · Bad Radkersburg · Deutsch Goritz · Edelsbach bei Feldbach · Eichkögl · Fehring · Feldbach · Gnas · Halbenrain · Jagerberg · Kapfenstein · Kirchbach-Zerlach · Kirchberg an der Raab · Klöch · Mettersdorf am Saßbach · Mureck · Paldau · Pirching am Traubenberg · Riegersburg · Sankt Anna am Aigen · Sankt Peter am Ottersbach · Sankt Stefan im Rosental · Straden · Tieschen · Unterlamm